# سرود ملی موزامبیک
میهن گرامی (به پرتغالی: Pátria Amada) سرود ملی کشور موزامبیک است. این سرود در سال ۲۰۰۲ جانشین سرود ملی پیشین این کشور شد.

## متن
| متن پرتغالی Pátria Amada Na memória de África e do Mundo Pátria bela dos que ousaram lutar Moçambique, o teu nome é liberdade O Sol de Junho para sempre brilhará (2x) Coro: (2x) Moçambique nossa pátria gloriosa Pedra a pedra construindo um novo dia Milhões de braços, uma só força Oh pátria amada, vamos vencer (2x) Povo unido do Rovuma ao Maputo Colhe os frutos do combate pela paz Cresce o sonho ondulando na bandeira E vai lavrando na certeza do amanhã (2x) Coro: (2x) Flores brotando do chão do teu suor Pelos montes, pelos rios, pelo mar Nó juramos por ti, oh Moçambique Nenhum tirano nos irá escravizar (2x) Coro: (2x) | برگردان فارسی میهن گرامی در یاد و خاطرهٔ آفریقا و جهان ای میهن زیبای کسانی که از نبرد نهراسیدند ای موزامبیک، نام تو آزادی است، خورشید ژوئن همیشه تابان باد همسرایی (دو بار) ای موزامبیک، سرزمین پرشکوه ما سنگ بر سنگ، روزی نو را می‌سازند میلیون‌ها بازویی که یک نیرو شده‌اند ای میهن گرامی، کامیابی از آن ماست مردمی یکپارچه، از رووما تا ماپوتو ثمرات نبرد آزادی را می‌چینند رؤیا با اهتزاز پرچم شکوفاتر می‌شود و دانه‌های آن در آینده‌ای مطمئن کاشته می‌شود همسرایی (دو بار) گل‌ها از خاک عرق جبینت می‌رویند برای کوهساران، رودباران، و دریا از بهر تو سوگند یاد می‌کنیم، ای موزامبیک که هیچ ستمگری ما را به بردگی نکشد همسرایی (دو بار) |